# Trust (album)
Pour les articles homonymes, voir Trust.
Albums de Trust
Répression
(1980)
Singles
1. Le matteur / Darquier
Sortie : 28 mai 1979[1]
2. L'élite / Toujours pas une thune
Sortie : Janvier 1980[1]

Trust (aussi appelé "Préfabriqués" ou "l'élite") est le premier album du groupe de hard rock français Trust. Il est sorti le 28 mai 1979 sur le label CBS Records et a été produit par Hervé Muller.

## Historique
Après un premier single enregistré en 1977, Prends pas ton flingue, chez EMI, qui s'est vendu à peu d'exemplaires, Trust signe chez CBS Records et enregistre l'album en quinze jours, quasiment en « live » avec un son brut. 
Les paroles de l'album montrent une grande influence Punk (notamment sur des titres comme Police Milice ou Préfabriqués), les textes sont revendicatifs et parlent surtout des jeunes, de la société et de la prison.
À la guitare nous avons Norbert Krief alias « Nono » compositeur principal de tous les riffs. Il raconte dans une interview que sa plus grande inspiration était Jimmy Page de Led Zeppelin (d'où sa coupe de cheveux). Il raconte aussi que pendant l'enregistrement, ils ont rencontré un dénommé Bon Scott et qu'ils avaient sympathisé (d'où la reprise de Ride on).
Le disque obtient un succès commercial et a été largement soutenu par une tournée et quelques exploits, par exemple, un concert à Fleury-Mérogis.
L'album contient des classiques du groupe dont Préfabriqués, Bosser huit heures, Police-Milice, Toujours pas une tune et également une reprise de Ride On, titre d'AC/DC dont la version originale se trouve sur l'album Dirty Deeds Done Dirt Cheap, paru en 1976.
En France, il s'est vendu à plus de 400 000 exemplaires et est certifié disque d'or en 1980, puis disque de platine deux ans plus tard.
La chanson Le matteur est sortie en single avec en face B une chanson inédite, Darquier, qui dénonce les collaborateurs nazis dont le journaliste d'extrême-droite Louis Darquier de Pellepoix, décédé en Espagne un an plus tard. Cette chanson sortira en album sur The Backsides en 1993.
L'album a été réenregistré en 2021 pour le coffret Re.Ci.Div, ou il est désigné par Re. I.

## Liste des morceaux
| No  | Titre                 | Auteur                                  | Durée |
| --- | --------------------- | --------------------------------------- | ----- |
| 1.  | Préfabriqués          | Bonvoisin / Krief                       | 2:59  |
| 2.  | Palace                | Bonvoisin / Krief                       | 5:26  |
| 3.  | Le Matteur            | Bonvoisin / Krief                       | 3:00  |
| 4.  | Bosser huit heures    | Bonvoisin / Krief                       | 3:29  |
| 5.  | Comme un damné        | Bonvoisin / Krief                       | 2:38  |
| 6.  | Dialogue de sourds    | Bonvoisin / Krief                       | 1:54  |
| 7.  | L'Élite               | Bonvoisin / Krief                       | 3:56  |
| 8.  | Police-milice         | Bonvoisin / Krief                       | 2:24  |
| 9.  | H & D                 | Bonvoisin / Krief                       | 4:20  |
| 10. | Ride On               | Angus Young / Malcolm Young / Bon Scott | 6:45  |
| 11. | Toujours pas une tune | Bonvoisin / Krief                       | 2:52  |

## Musiciens
Trust
- Bernie Bonvoisin : chant
- Norbert Krief : guitare
- Raymond Manna : basse
- Jean-Emile "Jeannot" Hanela : batterie

Musiciens additionnels
- Max Middleton : piano sur Toujours pas une tune, piano électrique sur Le matteur, Palace et minimoog sur Le matteur
- Bimbo Acock : saxophone sur Le matteur
- Kenny Moore : piano et chant sur Ride on
- Billy Haynes : basse et chant sur Ride on
- Helen Hardy et Kathleen O'Donoghue : chant sur Le matteur et Ride on

## Informations
- Paroles et musique : Bernie Bonvoisin et Norbert Krief, sauf Ride On : Angus Young, Malcolm Young et Bon Scott
- Production : Hervé Muller
- Prise de son et mixage : Dennis Weinreich
- Assistant prise de son et mixage : Steve Parker
- Enregistré et mixé au Scorpio Sound (Londres)

## Classements musicaux
| Date d'entrée   | Pays                         | Durée du classement | Meilleur classement |
| --------------- | ---------------------------- | ------------------- | ------------------- |
| 12 juillet 1979 | France (SNEP)                | 53 semaines         | 1er                 |
| 7 mai 2017      | Suisse (Schweizer Hitparade) | 1 semaine           | 88e                 |

## Certification
| Pays   | Certification | Ventes    | Date |
| ------ | ------------- | --------- | ---- |
| France | Platine       | 400 000 + | 1982 |